# A. Baha Balantekin
Akif Baha Balantekin es un físico turco-estadounidense.

## Biografía
Obtuvo su licenciatura en física por la Universidad Técnica de Medio Oriente en Ankara, Turquía, en 1975 y recibió un doctorado en la Universidad Yale en 1982.
Es profesor de física Eugene P. Wigner en la Universidad de Wisconsin-Madison. Ha estado en dicha universidad desde 1986. Antes de esto, fue becario Eugene P. Wigner en el Laboratorio Nacional de Oak Ridge. Se ha desempeñado como presidente del Departamento de Física de la Universidad de Wisconsin hasta 2011. Es profesor asociado en la Universidad de Washington en Seattle y ha sido profesor invitado en el Instituto Max Planck de Física Nuclear en Heidelberg, Alemania, la Universidad de Tohoku en Sendai, Japón y el Observatorio Astronómico Nacional de Japón en Mitaka, Japón.